# Kaave
Kaave (tyska: Kawa) är en by (estniska: küla) i Jõgeva kommun i landskapet Jõgevamaa i nordöstra Estland. Byn ligger där Riksväg 37 korsar ån Kaave jõgi, åtta kilometer västerut från staden Jõgeva.
I kyrkligt hänseende hör byn till Põltsamaa församling inom den Estniska evangelisk-lutherska kyrkan.
Före kommunreformen 2017 hörde byn till dåvarande Pajusi kommun.